# Eugen Gerstenmaier
Eugen Karl Albrecht Gerstenmaier (Kirchheim unter Teck, 25 augustus 1906 – Oberwinter, 13 maart 1986) was een Duits theoloog en politicus. Van 1954 tot 1969 was hij voorzitter van de Bondsdag. In de Tweede Wereldoorlog maakte hij deel uit van het verzet.

## Levensloop

### Vroege jaren
Gerstenmaiers vader werkte als voorman in een pianofabriek. Zelf volgde Gerstenmaier het gymnasium en voltooide vervolgens de handelsopleiding, waarna hij een aantal jaar als handelsbediende werkte. Vervolgens behaalde hij in 1930 zijn Abitur (het toelatingsexamen tot de universiteit) en studeerde filosofie, literatuur en protestantse theologie aan de Eberhard-Karls-Universiteit, de Universiteit Zürich en de Universiteit van Rostock.

### Onder het nazisme

#### Academisch verzet
Na het aantreden van de nazi's raakte de Duitse kerk verwikkeld in een conflict welke kant zij moest kiezen. Gerstenmaier was de studentenwoordvoerder van de theologische faculteit van Rostock en protesteerde toen in oktober 1933 Ludwig Müller, de favoriet van Hitler en de Deutsche Christen als rijksbisschop werd gekozen. In 1934 zat Gerstenmaier een korte tijd vast. Een jaar eerder had hij al contact gehad gezocht met Martin Niemöller en werkte met hem samen in de Pfarrernotbund, waarbij zij de inmenging van de staat in kerkelijke kwesties wilden tegengaan.
Gerstenmaier promoveerde in 1935 in Rostock op een proefschrift met als titel Schepping en Openbaring. Een jaar later vond hij werk als wetenschappelijk medewerker bij het kerkelijk bureau van de Deutsche Evangelische Kirche (DEK). Gerstenmaier werkte zijn proefschrift verder uit en in 1938 verscheen het in boekvorm. Met zijn kritiek sloot Gerstenmaier aan bij een aantal theologen van de Bekennende Kirche. In het boek schreef hij onder andere: "De legitimiteit van de aanspraak van de staat houdt op waar de staat met deze aanspraak zijn eigen gemeenschap niet langer beschermt, maar deze in gevaar brengt of schaadt. Dit gebeurt in alle gevallen waarin hij zich niet langer bepaald en gebonden acht aan de wet van God in het nationale recht dat hij toepast, waar hij de relatie en de onmiddellijkheid van zijn burgers met God niet langer werkelijk respecteert".

#### Kerkelijk verzet
Gerstenmaiers academische carrière stokte wegens diens kritische houding richting het nazisme. In 1937 werd zijn onderwijsbevoegdheid ingetrokken en staatsdocentschap ontzegd. Gerstenmaier kwam terecht bij het buitenlandse bureau van de DEK. Dat buitenlandse bureau had nauwe banden met het Duitse ministerie van Buitenlandse Zaken. Sommige leden van de Bekennende Kirche begonnen Gerstenmaier daarom als probleem te zien en gingen hem uit de weg.
Aan de andere kant werd Gerstenmaier net zo goed gewantrouwd door het nazi-regime. Zo schreef Reinhard Heydrich, hoofd van de Sicherheitsdienst en Sicherheitspolizei bekend, in april 1942 aan minister van Buitenlandse Zaken Joachim von Ribbentrop dat Gerstenmaier tijdens een bezoek aan de Balkan – waar hij was met een paspoort verstrekt door het Duitse ministerie van Buitenlandse Zaken – via het Vaticaan contact had gezocht met de Britse regering om hen over te halen vanuit Egypte graan te sturen naar Griekenland om een hongersnood te voorkomen.

#### Kreisauer Kreis
Gerstenmaier werd in 1939 opgeroepen voor een korte militaire diensttijd die hij verrichte op de afdeling cultuurarbeid van het ministerie van Buitenlandse Zaken. Daar ontmoette hij zijn latere vrienden van de Kreisauer Kreis: Hans Bernd von Haeften en Adam von Trott zu Solz. Zij brachten Gerstenmaier in contact met ambtenaren die kritisch stonden ten opzichte van Hitlers. In juni 1940 plande Gerstenmaier samen met Fritz-Dietlof von der Schulenburg een moordaanslag op Hitler tijdens diens bezoek in Parijs, maar de aanslag moest worden afgeblazen.
Helmuth James von Moltke nodigde Gerstenmaier in 1942 uit om zich aan te sluiten bij de Kreisauer Kreis, een groep intellectuelen, merendeels vanuit een conservatieve achtergrond, die zich verzette tegen Hitler. Binnen de groep was Gerstenmaier een van de weinigen die pleitte voor een moordaanslag tegen Hitler. Als lid van de groep bezocht Gerstenmaier in de zomer van 1942 Zweden, waar hij bisschop Yngve Torgny Brilioth bijpraatte over de de Duitse verzetsplannen.

#### Complot van 20 juli 1944
Op 20 juli 1944 hield Gerstenmaier zich "met een pistool en een zakbijbel" op in het Blenderblock in Berlijn om de couppoging na de moordaanslag op Hitler te steunen. Daad werd hij gearresteerd en op 11 januari 1945 door het Volksgerichtshof veroordeeld tot een gevangenisstraf van zeven jaar. De straf werd uitgesproken door Roland Freisler die voor zijn standaarden buitengewoon mild was. Tegen Gerstenmaier was de doodstraf geëist omdat hij weet had van de aanslag en daarover had gezwegen. Bijna iedereen die daarvan beschuldigd werd was ter dood veroordeeld. De lichte straf was mogelijk het gevolg van de bemiddeling van plaatsvervangend rijksperschef Helmuth Sündermann namens Gerstenmaiers zus Hanna. In april 1945 werd Gerstenmaier door geallieerde troepen bevrijd in de gevangenis in Bayreuth.

### Naoorlogse jaren

#### Hulpverlener
Tijdens zijn gevangenisperiode had Gerstenmaier een plan ontworpen voor een nieuwe Duitse hulporganisatie op christelijk grondslag. Tijdens de eerste naoorlogse bijeenkomst van protestantse kerkleiders in Tresysa in augustus 1945 kreeg Gerstenmaier de leiding over deze nieuwe organisatie die gelieerd was aan de eveneens nieuw gevormde Evangelische Kerk in Duitsland. Gerstenmaier kreeg de functie ondanks felle kritiek van Karl Barth. De reden daarvoor was een interview in de Neue Zürcher Zeitung direct na Gerstenmaiers vrijlating, waarin hij had verklaard in nauwe samenwerking met dominee Martin Niemöller had deelgenomen aan de oprichting en de strijd van de Bekennende Kirche. Barth wist niets van Gerstenmaiers betrokkenheid bij het kerkelijk verzet.
Het Evangelisches Hilfswerk werd de grootste Duitse hulporganisatie. Zij bood humanitaire hulp zoals kindervoeding en vluchtelingenhulp en maakte zich hard voor de economische wederopbouw van Duitsland. Voor vluchtelingen werden soms totaal nieuwe steden uit de grond gestampt. Zo transformeerde de hulporganisatie een oud munitiedepot tot de vluchtelingenstad Espelkamp, waar drieduizend mensen hun woning vonden.

#### Parlementariër

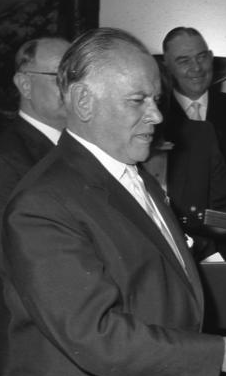
Gerstenmaier in 1965

Gerstenmaier werd in 1949 lid van de CDU en had van 1949 tot 1969 zitting in de Bondsdag namens het kiesdistrict Backnang. Konrad Adenauer bood hem de ministerschap voor Vluchtelingenzaken aan. Gerstenmaier was op dat moment ook nog voorzitter van het Evangelisches Hilfswerk (tot 1951). Hij suggereerde aan Adenauer om Hans Lukaschek te vragen die Gerstenmaier kende van de Kreisauer Kreis. Adenauer volgde de suggestie op en zodoende werd Lukaschek minister.
Als parlementariër steunde Gerstenmaier Adenauers impopulaire beleid van westerse integratie en herbewapening. In een toespraak voor het Europees Parlement in Straatsburg in 1950 zei Gerstenmaier dat de eenwording een historische noodzaak was. De meerderheid van de Duitsers wilden geen herbewapening, ze verafschuwden de oorlog, maar "we verwachten niet dat anderen ons verdedigen zonder dat we zelf bereid zijn om op basis van gelijkheid aan deze verdediging deel te nemen".
De herbewapening stuitte ook op verzet binnen grote delen van de EKD, deels omdat het de Duitse eenwording in de weg stond. Gerstenmaier was ook voorstander van eenwording en wilde dat Adenauer de dialoog zocht met de Sovjet-Unie. De Duitse bondskanselier was daar echter nog niet klaar voor. Tegelijkertijd steunde Gerstenmaier het plaatsen van kernwapens op Duits grondgebied. Hij zag dat als onderhandelingsmiddel.
Gerstenmaier sloot in juni 1961 een zitting van de Bondsdag af met een voorstel om een akkoord te sluit. Op 30 juni 1961 sloot Gerstenmaier de zitting van de Bondsdag af met het voorstel om een akkoord te sluiten tussen de westerse mogendheden en de Sovjet-Unie over de weg naar een vredesverdrag. De militaire en politieke status van een verenigd Duitsland, de grens en het recht op zelfbeschikking voor het gehele Duitse volk zouden onderhandeld moeten worden. Daarmee sprak hij Adenauers beleid tegen, dat vrije verkiezingen in de Oost-Duitsland als een niet-onderhandelbare voorwaarde voor dergelijke onderhandelingen eiste en onderhandelingen zonder voorafgaande vrije verkiezingen in de DDR verwierp. Gerstenmaier kwam daarmee dichter bij de ideeën die binnen de oppositie van de SPD gangbaar waren, maar Adenauer bracht hem via een gezamenlijk communiqué van het CDU-partijbestuur weer op één lijn met zijn eigen standpunten.

#### Bondsdagvoorzitter

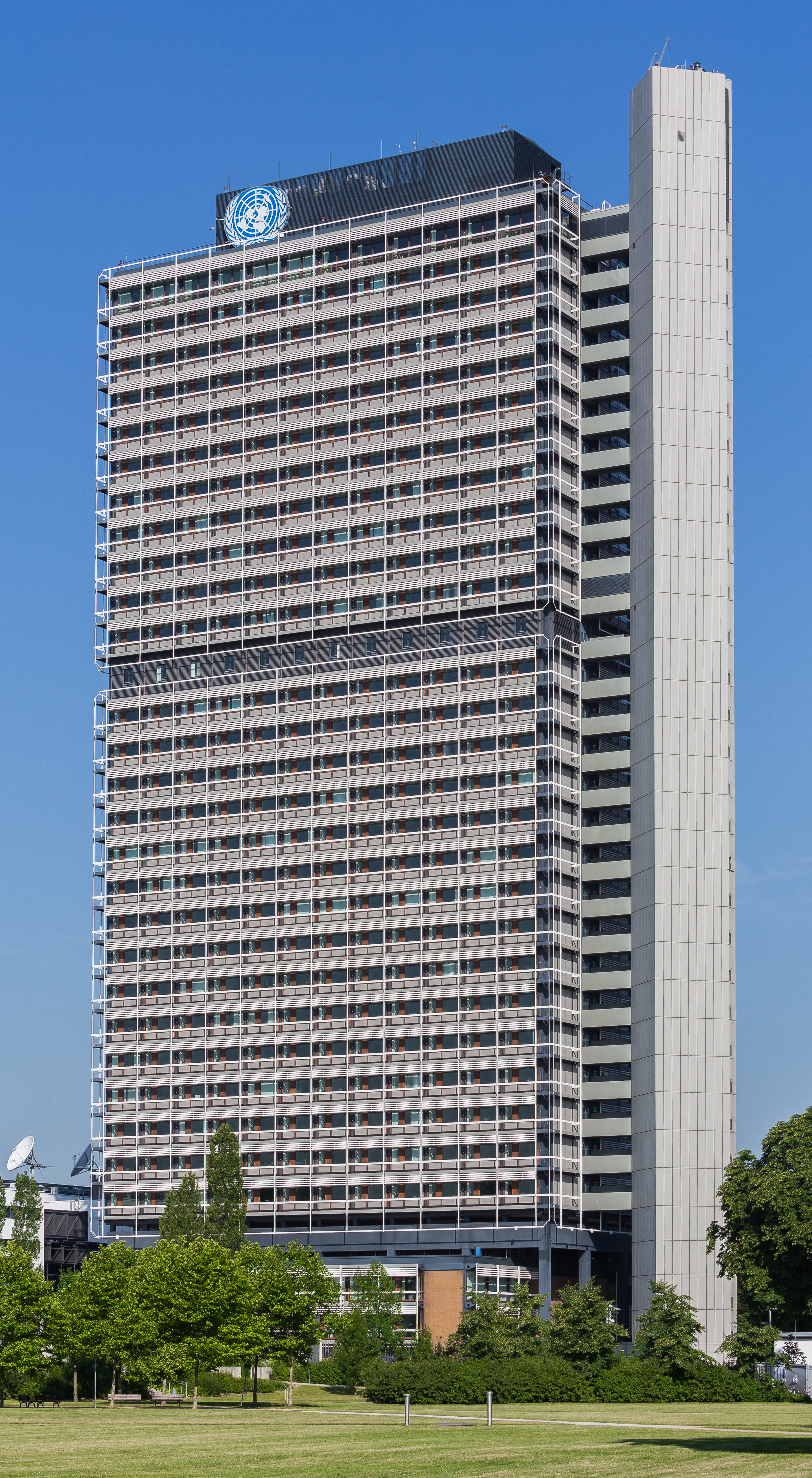
De Langer Eugen, een ironische verwijzing naar Gerstenmaiers kleine gestalte.

Gerstenmaier werd op voordracht van Konrad Adenauer in november 1954 gekozen tot voorzitter van de bondsdag. Dat gebeurde na het plotselinge overlijden van Herman Ehlers. Gerstenmaier had – wat ongewoon was- met Ernst Lemmer een tegenkandidaat uit zijn eigen fractie. Gerstenmaier werd door veel parlementsleden, ook uit zijn eigen regeringscoalitie, als te kerkelijk beschouwd. Hij won pas in de derde stemronde met een marge van 14 stemmen. Gerstenmaier vervulde de functie tot 1969. Tot de vernieuwingen die hij introduceerde behoorde het vragenuur en de procedure voor uitgebreide interpellaties.
Als Bondsdagvoorzitter maakte Gerstenmaier zich er hard voor dat het nieuwe Bondsdagonderkomen hoogbouw zou zijn. Het nieuwe parlementsgebouw kreeg de bijnaam Langer Eugen, een ironische verwijzing naar Gerstenmaiers kleine gestalte. In de jaren vijftig maakte Gerstenmaier er zich hard voor het behoud van de structuur van het Rijksdaggebouw in Berlijn. In de jaren zestig werd de Rijksdag gerenoveerd en gebruikt voor partijbijeenkomsten en parlementaire activiteiten.
Gerstenmaier trad op 31 januari 1969 af als voorzitter van de Bondsdag na publieke kritiek vanwege zijn eis tot herstelbetaling omdat de nazi's zijn wetenschappelijke carrière in de weg hadden gestaan. Ook wilde Gerstenmaier alsnog de titel van professor toegekend krijgen. Wettelijk gezien had Gerstenmaier recht op achterstallig loon uit zijn functie als universitair docent, maar de hoogte van het bedrag (281.107 DM) werd als aanstootgevend beschouwd. Bovendien werd Gerstenmaier er van beschuldigd dat dat hij aan de Herstelbetalingswet de formulering had toegevoegd “personen die na hun habilitatie geen lesbevoegdheid hebben gekregen”. Dit kon uiteindelijk niet worden bewezen, maar leidde wel tot felle kritiek in de pers.
Na zijn aftreden trok Gerstenmaier zich terug uit de politiek. In 1981 verscheen zijn memoires. Vijf jaar later overleed hij.

## Persoonlijk
Gerstenmaier trouwde in 1941 met Brigitte von Schmidt. Samen kregen zijn twee zonen en een dochter.
- Bibsys: 4010809
- Bibliothèque nationale de France: cb12962854v (data)
- CiNii: DA01878804
- Gemeinsame Normdatei: 118538837
- International Standard Name Identifier: 0000 0001 0861 5809
- Library of Congress Control Number: n81043586
- Nationale Bibliotheek van Letland: 000216069
- Bibliotheek van het Japanse parlement: 00521943
- Nationale Bibliotheek van Tsjechië: jo2017948754
- Nationale Bibliotheek van Israël: 987007274932105171
- Nationale Bibliotheek van Polen: a0000001726090
- Nederlandse Thesaurus van Auteursnamen: 067647839
- SNAC: w66x3mgv
- Système universitaire de documentation: 050570781
- Virtual International Authority File: 142552
- WorldCat: E39PBJdM8kcHH48d6BRkfJH6Kd